# 得林
得林（英語：Delling），北歐神話中的黎明之神。他和夜之女神諾特（Nótt）生下白晝之神達古（Dag）。他是諾特的第三任丈夫。13世纪著作《詩體埃達》和《散文埃达》均有提到該神話人物。